# Glauber Rocha
Glauber de Andrade Rocha (Vitória da Conquista, 14 maart 1939 – Rio de Janeiro, 22 augustus 1981) was een Braziliaans regisseur.
Glauber Rocha was de belangrijkste regisseur van de Braziliaanse Cinema Novo. Hij brak internationaal door met de film Deus e o Diabo na Terra do Sol (1964). Rocha ging in 1971 vrijwillig in ballingschap tijdens de militaire dictatuur in Brazilië. Dat bracht hem over Spanje en Chili naar Portugal. Pas enkele dagen voor zijn dood keerde hij terug naar zijn geboorteland.

## Filmografie (selectie)
- 1962: Barravento
- 1964: Deus e o Diabo na Terra do Sol
- 1967: Terra em Transe
- 1969: O Dragão da Maldade contra o Santo Guerreiro
- 1970: Der Leone have sept cabeças
- 1970: Cabezas Cortadas
- 1972: Câncer
- 1975: Claro
- 1980: A Idade da Terra